# Cuộc chinh phục Britannia của La Mã
Cuộc chinh phục Britannia của La Mã là một quá trình diễn ra dần dần, bắt đầu có kết quả vào năm 43 dưới thời hoàng đế Claudius, và viên tướng của ông, Aulus Plautius đã trở thành vị thống đốc đầu tiên của Britannia. Đảo Anh đã thường xuyên là mục tiêu của các cuộc xâm lược, trên kế hoạch và thực tế, bởi các đạo quân của Cộng hòa La Mã và đế quốc La Mã. Cũng giống như với các khu vực khác ở phía rìa của đế quốc, Britannia đã có được các mối liên hệ ngoại giao và thương mại với những người La Mã trong suốt gần một thế kỷ kể từ lúc các cuộc viễn chinh của Julius Caesar diễn ra vào năm 55 và 54 trước Công nguyên.
Từ giữa năm 55 trước Công nguyên tới thập niên 40 sau công nguyên, hiện trạng triều cống, con tin, và các quốc gia chư hầu mà không có sự chiếm đóng quân sự trực tiếp, bắt đầu bằng cuộc xâm lược Britannia của Caesar, phần lớn vẫn còn nguyên vẹn. Augustus đã chuẩn bị tiến hành các cuộc xâm lược vào năm 34 trước Công nguyên, năm 27 trước Công nguyên và 25 trước Công nguyên. Kế hoạch đầu tiên và thứ ba phải hoãn lại do các cuộc khởi nghĩa ở những nơi khác trong đế quốc, lần thứ hai là do người Briton dường như đã sẵn sàng để đạt được một thỏa thuận Theo tác phẩm Res Gestae của Augustus, hai vị vua người Anh, Dumnovellaunus và Tincomarus, đã chạy trốn tới Roma dưới triều đại của ông
Vào những năm 40 sau công nguyên, tình hình chính trị bên trong Britannia dường như trở nên sự náo động. Người Catuvellauni đã thay chỗ người Trinovantes để trở thành vương quốc hùng mạnh nhất ở phía đông nam Britannia, tiếp quản cố đô Camulodunum (Colchester) của người Trinovantes, và đang dồn ép bộ tộc láng giềng của họ là người Atrebates, vốn cai trị bởi con cháu của Commius, đồng minh cũ của Julius Caesar.
Caligula cũng đã lên kế hoạch tiến hành một chiến dịch chống lại người Anh vào năm 40, nhưng việc thực hiện nó lại kỳ lạ: theo Suetonius, ông ta đã sắp xếp quân đội của mình trong đội hình chiến đấu và phải quay mặt về phía eo biển Manche và ra lệnh cho họ để tấn công chỗ nước ứ đọng. Sau đó, ông ta cho quân lính đi thu thập vỏ sò, coi chúng như là "cướp bóc từ đại dương, nhờ có Capitol và Cung điện". Các nhà sử học hiện nay không chắc chắn liệu điều đó có nghĩa là một sự trừng phạt mỉa mai dành cho một cuộc nổi loạn của binh sĩ hoặc do sự loạn trí của Caligula. Chắc chắn nỗ lực xâm lược này đã tạo sự sẵn sàng cho quân đội và tạo điều kiện thuận lợi cho cuộc xâm lược của Claudius có thể diễn ra vào 3 năm sau đó (ví dụ như một ngọn hải đăng được Caligula xây dựng tại Boulogne-sur-Mer, mô hình cho một cái khác được xây dựng ngay sau năm 43 tại Dubris).

## Sự chuẩn bị của Claudius
Vào năm 43 SCN, hoàng đế Claudius đã cho xây dựng một đạo quân xâm lược, có thể bằng cách tập hợp lại quân đội của Caligula, nhằm để khôi phục ngai vàng cho Verica, một vị vua lưu vong của người Atrebates. Aulus Plautius, một vị nguyên lão ưu tú đã được giao trọng trách chỉ huy toàn bộ bốn quân đoàn, tổng cộng khoảng 20.000 người, cộng với số quân trợ chiến tương đương. Các quân đoàn tham chiến là:
- Legio II Augusta
- Legio IX Hispana
- Legio XIV Gemina
- Legio XX Valeria Victrix

Quân đoàn II Augusta vào lúc này đang nằm dưới sự chỉ huy của vị hoàng đế tương lai, Vespasianus. Ba vị tướng chỉ huy các quân đoàn khác được đề cập trong các ghi chép đó là: Gnaeus Hosidius Geta, có thể đã chỉ huy IX Hispana, và anh trai của Vespasianus,Titus Flavius Sabinus II được đề cập bởi Dio Cassius (Dio nói rằng Sabinus là cấp dưới của Vespasianus, nhưng vì Sabinus là anh trai và bước vào sự nghiệp chính trị trước Vespasianus nên ông ta khó có thể là một quan bảo dân quân đội). Gnaeus Sentius Saturninus được đề cập bởi Eutropius

## Vượt biển và đổ bộ
Đạo quân xâm lược chính dưới quyền Aulus Plautius đã vượt biển theo ba đạo. Cảng xuất phát của cuộc xâm lược thường được coi là ở Boulogne, và nơi đổ bộ chính là tại Rutupiae (Richborough, trên bờ biển phía đông của Kent). Không có nơi nào trong số các địa điểm này là chắc chắn. Dio không đề cập đến cảng xuất phát, và mặc dù Suetonius nói rằng đạo quân thứ hai dưới quyền Claudius đã khởi hành từ Boulogne, thì cũng không nhất thiết rằng toàn bộ lực lượng xâm lược cũng đã như vậy. Richborough có một cảng tự nhiên lớn mà sẽ thích hợp cho điều này, cùng với đó những bằng chứng khảo cổ học cho thấy rằng đã có sự chiếm đóng của quân đội La Mã ở đó vào khoảng thời điểm thích hợp. Tuy nhiên, Dio nói rằng những người La Mã đã đi thuyền từ đông sang tây, và một cuộc hành trình từ Boulogne tới Richborough là từ nam đến bắc. Một số nhà sử học cho rằng họ đã khởi hành từ Boulogne đến Solent, đổ bộ ở trong vùng lân cận của Noviomagus (Chichester) hoặc Southampton, trong lãnh thổ trước kia được cai trị bởi Verica. Một giải thích khác có thể là khởi hành từ cửa sông Rhine tới Richborough, đó sẽ là từ đông sang tây.

## Những trận chiến trên sông
Cuộc kháng chiến của người Briton được lãnh đạo bởi Togodumnus và Caratacus, con trai của Cunobelinus, vị vua của người Catuvellauni. Một lực lượng lớn của người Briton đã chạm trán với những người La Mã tại một điểm băng qua sông được cho là gần Rochester trên sông Medway. Trận chiến đã xảy ra trong hai ngày. Hosidius Geta đã suýt nữa bị bắt sống, nhưng ông ta đã được cứu thoát và quay lại trận chiến một cách dứt khoát tới mức ông đã được ban cho một cuộc diễu binh chiến thắng(ornamenta triumphalia).
Người Briton đã bị đẩy lùi trở lại sông Thames. Người La Mã đã truy đuổi họ qua bên kia sông và khiến cho họ mất người nhiều người trong các đầm lầy của Essex. Cho dù việc người La Mã đã sử dụng một cây cầu hiện có cho mục đích này hoặc xây dựng một cây cầu tạm thời là không chắc chắn. Ít nhất đã có một bộ phận của đội quân trợ chiến người Batavia bơi qua sông như một lực lượng riêng biệt.
Togodumnus qua đời ngay sau trận chiến trên sông Thames. Plautius đã dừng lại và báo tin cho Claudius tham gia truy đuổi đến cùng với ông ta. Theo Cassius Dio, Plautius đang cần sự giúp đỡ của hoàng đế để đánh bại người Briton, lúc này đang quyết tâm trả thù cho Togodumnus. Tuy nhiên, Claudius vốn không phải là người lính. Khải hoàn môn Claudius cho biết rằng ông đã tiếp nhận sự đầu hàng của mười một vị vua mà gặp bất kỳ tổn thất nào, và Suetonius nói rằng Claudius đã tiếp nhận sự đầu hàng của người Briton mà không cần chiến đấu hoặc đổ máu  Có khả năng là người Catuvellauni đã hầu như là nản chí và điều này cho phép hoàng đế xuất hiện như là nhà chinh phục trong cuộc hành quân cuối cùng về Camulodunum. Mười một bộ lạc ở khu vực Đông Nam Britannia đã đầu hàng Claudius và người La Mã đã chuẩn bị để di chuyển xa hơn về phía tây và phía bắc. Người La Mã sau đó thiết lập thủ phủ mới của họ tại Camulodunum và Claudius quay trở về Roma để tôn vinh chiến thắng của mình. Caratacus đã trốn thoát và sẽ tiếp tục cuộc kháng chiến ở phía tây.

## Từ năm 44 tới năm 60

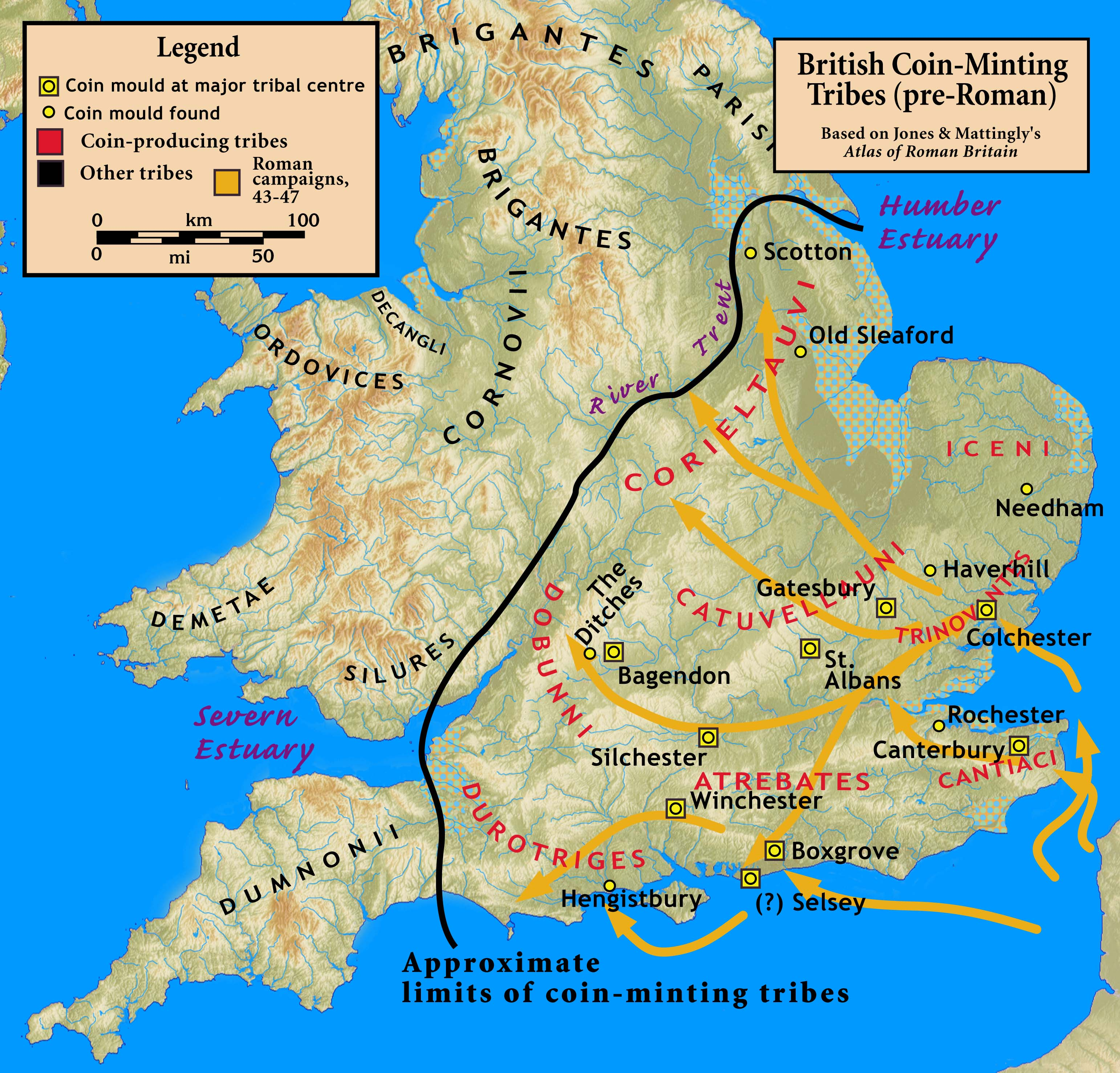
Những chiến dịch dưới quyền Aulus Plautius, tập trung vào khu vực đông nam có nhiều giá trị về mặt thương mại của Britannia.

Vespasianus đã nắm quyền chỉ huy một đạo quân tiến về phía tây, trên đường tiến quân của mình, ông chinh phục các bộ lạc và đánh chiếm các oppidum ở bất cứ nơi nào ông đặt chân tới, và tiến xa ít nhất tới tận Exeter mà dường như nơi này sẽ trở thành một căn cứ ban đầu cho Legio II Augusta và có thể đã tới tận Bodmin. Quân đoàn Chín đã được phái về phía bắc hướng tới Lincoln và trong vòng bốn năm kể từ khi bắt đầu cuộc xâm lược, có khả năng là một khu vực phía nam của tuyến đường từ Humber đến cửa sông Severn đã nằm dưới sự kiểm soát của người La Mã. 

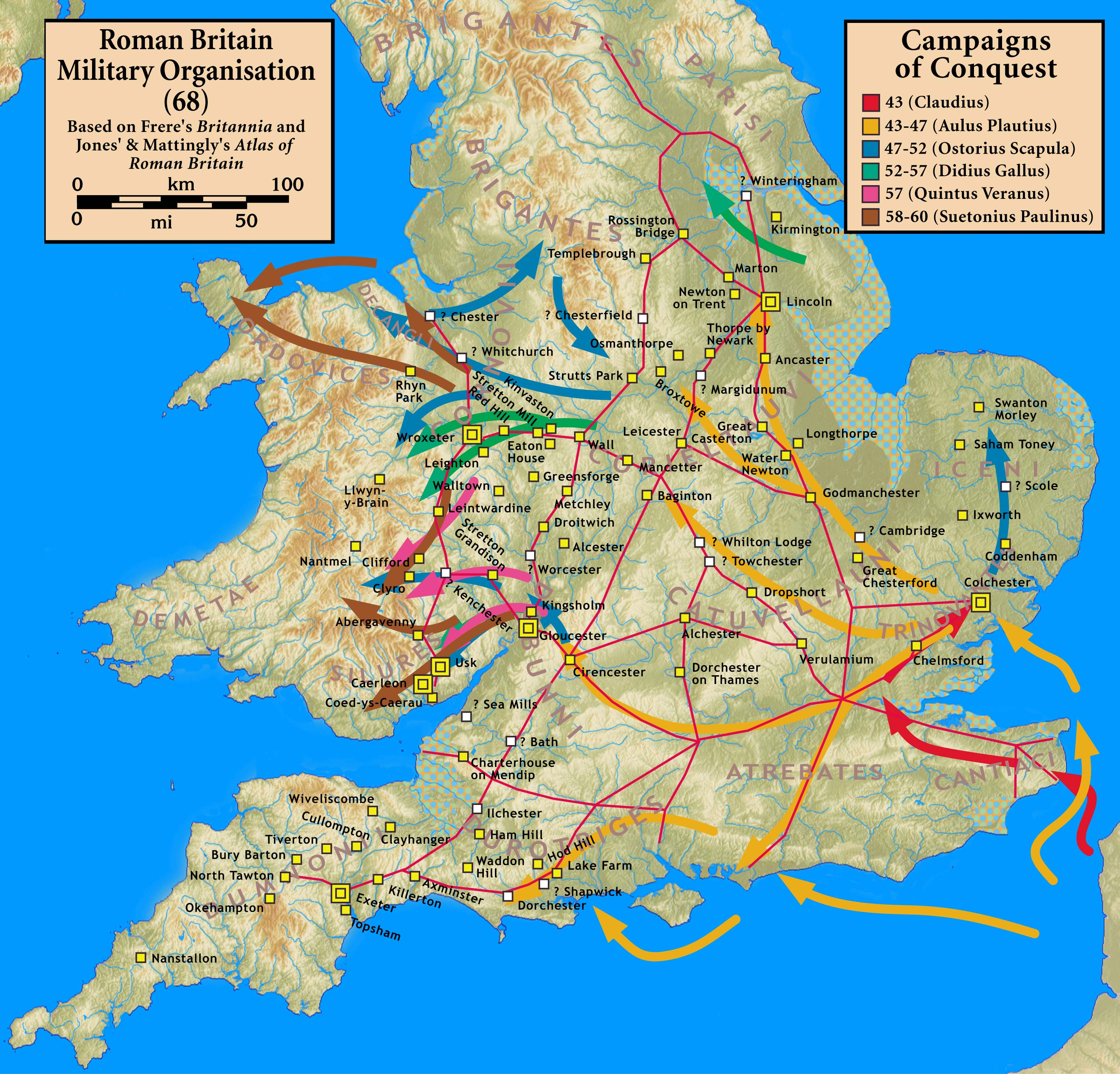
Các chiến dịch của người La Mã từ năm 43 SCN tới năm 60 SCN.

Vào cuối năm 47, thống đốc mới của Britannia, Ostorius Scapula, đã bắt đầu một chiến dịch chống lại các bộ lạc của xứ Wales ngày nay, và ở đồng bằng Cheshire. Người Silures ở phía đông nam xứ Wales đã gây ra nhiều vấn đề nghiêm trọng cho Ostorius và họ đã quyết liệt bảo vệ biên giới xứ Wales của mình. Bản thân Caratacus đã bị đánh bại trong trận Caer Caradoc và trốn sang bộ lạc chư hầu của La Mã là người Brigantes, vốn chiếm đóng khu vực Pennines. Tuy nhiên, nữ hoàng của họ, Cartimandua lại không thể hoặc không sẵn sàng để bảo vệ ông ta, và bà đã giao nộp ông ta cho những kẻ xâm lược nhằm đổi lại bằng sự đình chiến với những người La Mã. Ostorius qua đời và ông được thay thế bằng Aulus Gallus, người đã đưa biên giới xứ Wales xuống dưới sự kiểm soát của La Mã nhưng ông ta cũng không tiến xa hơn về phía bắc hoặc tây, có lẽ vì Claudius muốn tránh những gì mà ông coi là một cuộc chiến khó khăn và ít đem lại lợi ích trong địa hình miền núi của vùng cao Britannia. Khi Nero đã trở thành hoàng đế vào năm 54, ông ta dường như đã quyết định tiếp tục cuộc xâm lược và bổ nhiệm Quintus Veranius là thống đốc, một người vốn có kinh nghiệm đối phó với các bộ tộc vùng đồi ở Tiểu Á. Veranius và người kế nhiệm ông Gaius Suetonius Paulinus đã tiến hành một chiến dịch thành công ở xứ Wales, và nổi tiếng với việc phá hủy trung tâm của các druid tại Mona hoặc Anglesey vào năm 60 và được các sử gia sau này gọi là cuộc thảm sát Menai. Sự chiếm đóng hoàn toàn xứ Wales đã bị hoãn lại khi mà cuộc khởi nghĩa của Boudica nổ ra và buộc người La Mã phải quay trở về phía đông nam. Người Silures đã không hoàn toàn bị chinh phục cho đến khoảng năm 76 SCN khi chiến dịch kéo dài của Sextus Julius Frontinus nhằm chống lại họ bắt đầu có được những thành công.

## Từ năm 60 tới năm 78
Sau khi dập tắt thành công cuộc khởi nghĩa của Boudica, một số thống đốc La Mã mới đã tiếp tục cuộc chinh phục về phía viền phía bắc. Cartimandua đã buộc phải yêu cầu người La Mã trợ giúp cho mình sau khi chồng bà, Venutius, nổi loạn. Quintus Petillius Cerialis đã đưa quân đoàn của mình từ Lincoln tiến xa tới tận York và đánh bại Venutius gần Stanwick vào khoảng năm 70. Điều này dẫn đến việc người Brigantes đã La tinh hóa và bộ tộc Parisii dần đồng hóa hơn nữa vào trong đế quốc. Frontinus đã được phái đến Britannia thuộc La Mã trong năm 74 SCN để kế nhiệm Quintus Petillius Cerialis làm thống đốc của đảo này. Ông ta đã chinh phục người Silures và các bộ tộc thù địch khác của xứ Wales, thiết lập một căn cứ mới tại Caerleon cho Legio II Augusta và một mạng lưới các pháo đài nhỏ hơn cách xa khoảng 15–20 km cho các đơn vị quân trợ chiến của mình. Trong nhiệm kỳ của mình, ông có thể đã thiết lập pháo đài tại Pumsaint ở phía tây xứ Wales, chủ yếu là để khai thác các mỏ vàng tại Dolaucothi. Ông thôi giữ chức thống đốc vào năm 78 sau công nguyên, và sau đó được bổ nhiệm làm ủy viên về nước ở Rome. Thống đốc mới là Gnaeus Julius Agricola vốn nổi tiếng qua cuốn tiểu sử tán dương ông ta được viết bởi người con rể, Tacitus.

## Agricola (tổng đốc từ năm 78 tới năm 84)

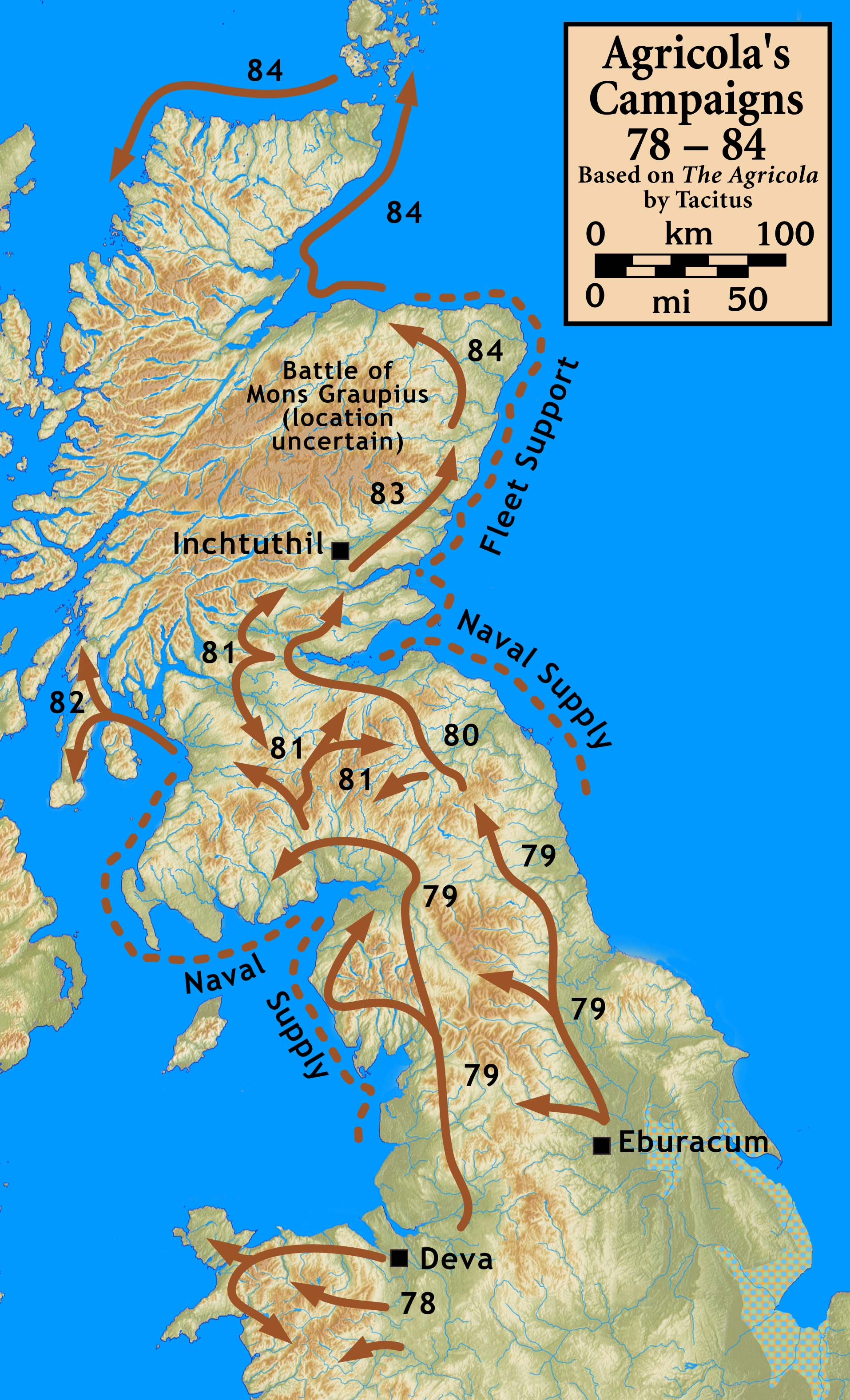
Những chiến dịch của Agricola.

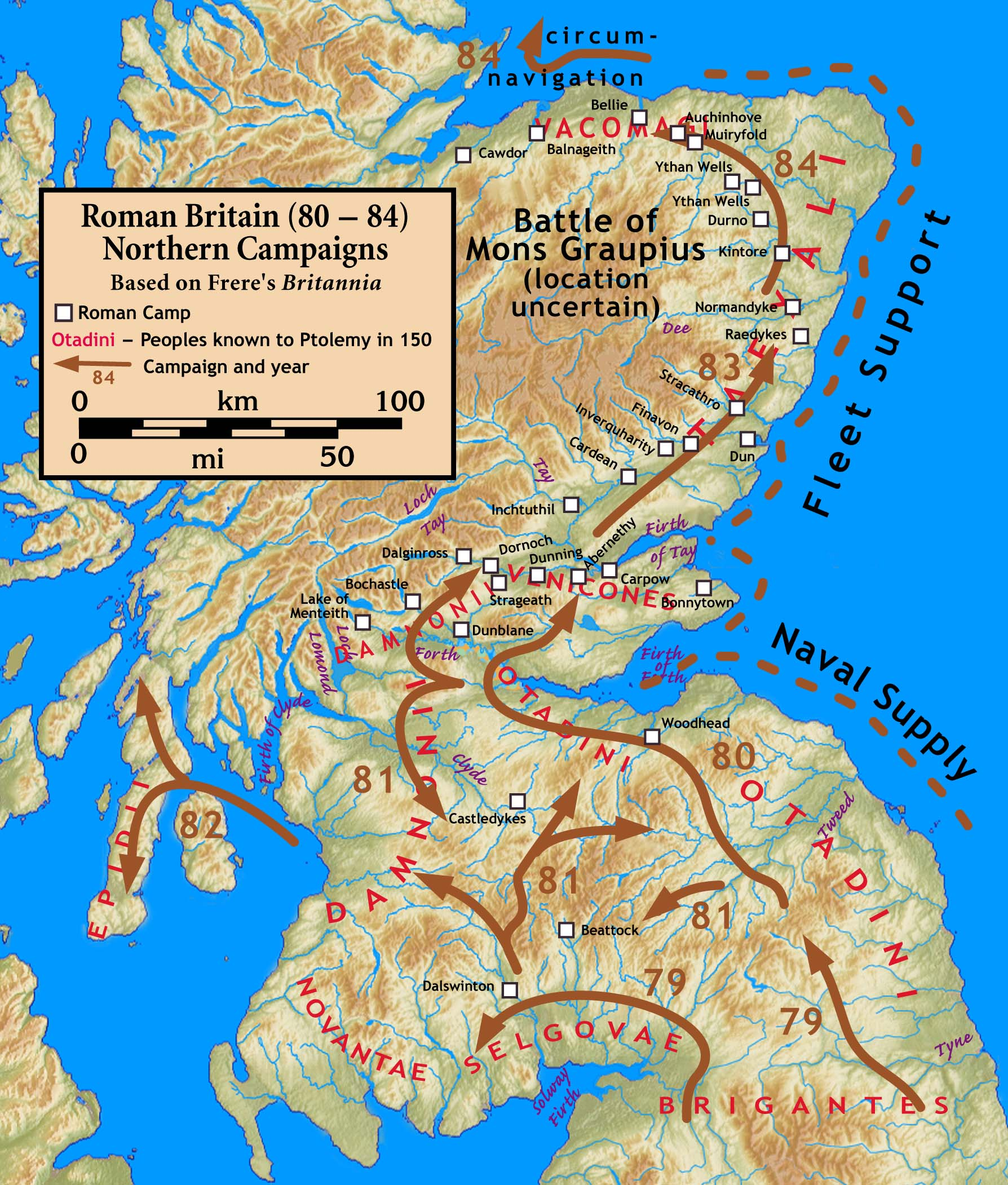
Những chiến dịch phía bắc.

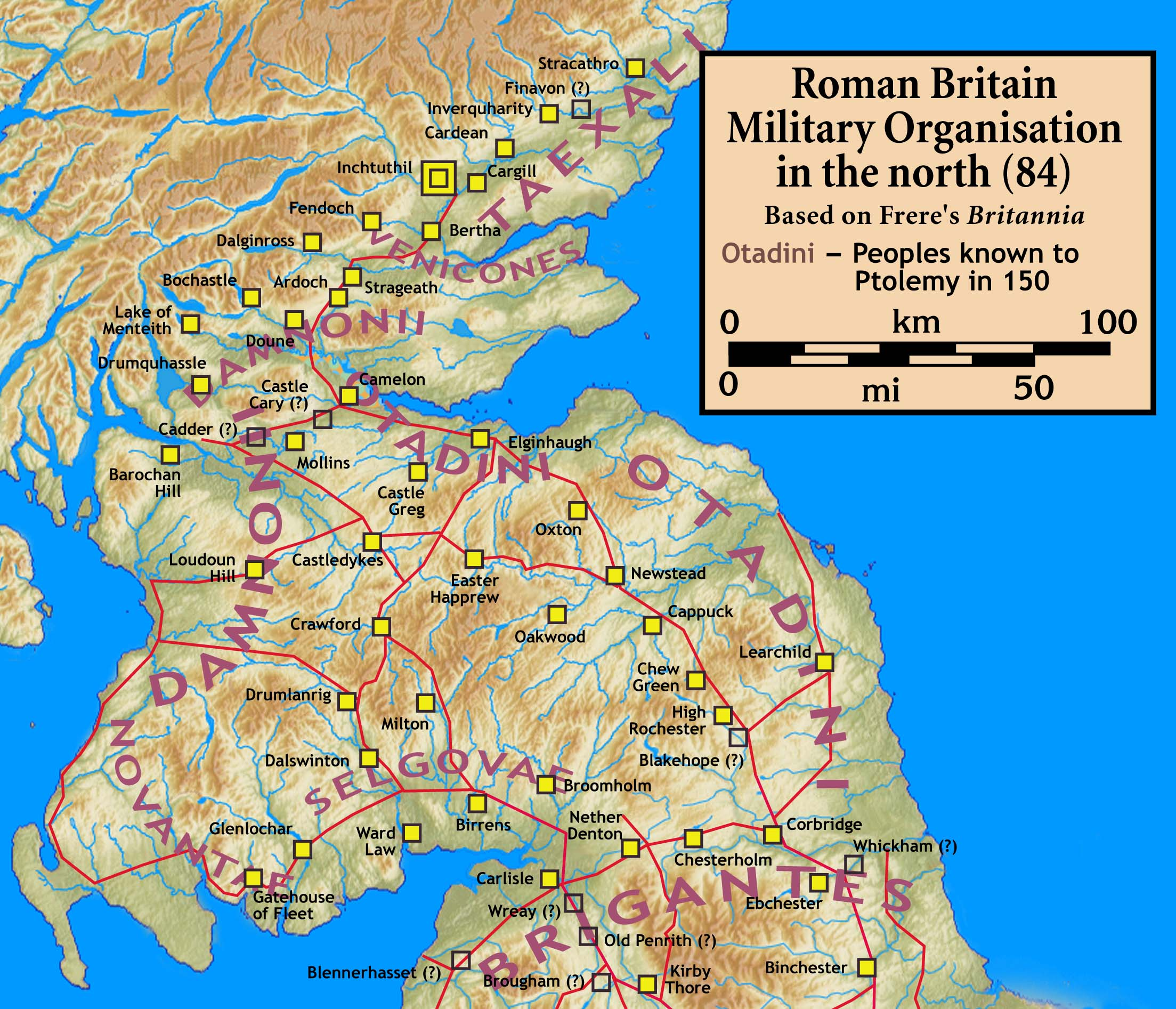
Tổ chức của quân đội La Mã ở phía bắc.

Đến Britannia vào giữa mùa hè năm 78, Agricola nhận thấy rằng một số các bộ tộc bị đánh bại trước đó đã dần tái lập lại sự độc lập của họ. Đầu tiên, ông đối phó với người Ordovices ở miền bắc xứ Wales, họ trước đó đã tiêu diệt một ala kỵ binh trợ chiến của người La Mã vốn đóng quân trong lãnh thổ của họ. Nhờ vào hiểu biết về địa hình do ông từng phụng vụ trong quân ngũ ở Britannia trước đây, Agricola đã có thể tiến quân một cách nhanh chóng, đánh bại và hầu như tiêu diệt họ. Sau đó ông xâm lược Anglesey, buộc cư dân ở đây phải cầu hòa. Năm sau, ông tiến đánh người Brigantes ở miền bắc nước Anh và người Selgovae dọc theo bờ biển phía nam của Scotland, sử dụng sức mạnh quân sự áp đảo để thiết lập lại sự kiểm soát của người La Mã 

### Scotland trước thời Agricola
Chi tiết về những năm đầu diễn ra sự chiếm đóng của La Mã ở miền Bắc nước Anh không rõ ràng nhưng nó bắt đầu không sớm hơn năm 71, vì Tacitus nói rằng trong năm đó Petillius Cerialis (thống đốc từ năm 71 tới năm 74) đã tiến hành một cuộc chiến tranh thắng lợi trước người Brigantes. Tacitus đã ca ngợi cả Cerialis và người kế nhiệm ông Julius Frontinus (thống đốc từ năm 75 tới năm 78), nhưng lại không cung cấp thêm thông tin về các sự kiện tới trước năm 79 mà liên quan đến các vùng đất hoặc các dân tộc sống ở phía bắc của người Brigantes.
Đặc biệt, những bằng chứng khảo cổ học đã chỉ ra rằng người La Mã đã tiến hành chiến dịch và xây dựng doanh trại quân đội ở phía bắc dọc theo Gask Ridge. Trong quá trình mô tả các chiến dịch của Agricola, Tacitus không tuyên bố một cách rõ ràng rằng đây thực sự là một sự trở lại vùng đất trước đây bị Roma chiếm đóng, tại đây sự chiếm đóng của người La Mã hoặc đã bị các cư dân ở đây lật đổ, hoặc đã bị những người La Mã từ bỏ.

### Agricola ở Caledonia
Tacitus ghi lại rằng sau khi kết hợp sử dụng cả quân sự và ngoại giao để dẹp tan sự bất mãn giữa những người Briton đã bị chinh phục trước đó, Agricola đã cho xây dựng nhiều pháo đài trong lãnh thổ của họ vào năm 79. Trong năm 80, ông hành quân đến Vịnh Tay (một số nhà sử học cho rằng ông ta dừng lại dọc theo Vịnh Forth cùng năm đó) và không trở về phía nam cho đến tận năm 81, vào lúc đó ông đã tiến hành củng cố các vùng đất mới được ông chinh phục, và trong các vùng đất nổi loạn mà ông đã tái chinh phục. Vào năm 82 ông đã đi thuyền tới Kintyre hoặc tới bờ biển Argyll, hoặc cả hai. Trong năm 83 và 84, ông tiến về phía bắc dọc theo phía đông của Scotland và bờ biển phía bắc bằng cả quân bộ và hải quân, ông đã tiến hành chiến dịch thắng lợi chống lại cư dân của nó, và giành được một chiến thắng quan trọng trước các dân tộc miền Bắc Britannia dưới sự chỉ huy của Calgacus trong trận Mons Graupius.
Trước khi được triệu hồi vào năm 84, Agricola đã cho xây dựng một mạng lưới đường giao thông quân sự cùng các pháo đài để bảo đảm sự chiếm đóng của La Mã. Những pháo đài trước đó đã được tăng cường và những pháo đài mới được thiết lập ở phía đông bắc Scotland dọc theo ranh giới cao nguyên Scotland, củng cố quyền kiểm soát đối với những thung lũng hẹp mà cho phép tới và ra khỏi khu vực cao nguyên Scotland. Hệ thống đường giao thông quân sự và tiếp tế dọc theo đông nam Scotland và phía đông bắc nước Anh (ví dụ như đường Dere) cũng đã được tăng cường. Ở nơi xa nhất về phía nam của Caledonia, vùng đất của người Selgovae (xấp xỉ Dumfriesshire ngày nay và Stewartry của Kirkcudbright) cũng đã có rất nhiều pháo đài được thiết lập chắc chắn, không chỉ thiết lập sự kiểm soát hiệu quả ở đó mà nó cũng hoàn tất hệ thống thành lũy quân sự vây quanh khu vực nam trung tâm Scotland (hầu hết vùng cao nguyên phía nam, Teviotdale và miền tây Tweeddale). Trái ngược những hành động của người La Mã nhằm chống lại người Selgovae, các vùng lãnh thổ của người Novantae, người Damnonii, và người Votadini đã không có pháo đài nào được thiết lập, và không có gì để chỉ ra rằng là người La Mã đã có chiến tranh với họ.

## Từ năm 84 tới năm 96
Năm 84SCN, Agricola đã được hoàng đế Domitianus triệu hồi về Roma. Những người kế nhiệm ông đã không có tên trong bất cứ tài liệu nào còn sót lại, nhưng có vẻ như họ không thể hoặc không muốn tiếp tục cuộc chinh phục xa về phía bắc. Pháo đài tại Inchtuthil đã bị triệt phá trước khi nó được hoàn thành và các doanh trại khác của hệ thống Gask Rigde ở Perthshire, vốn được dựng lên nhằm củng cố sự hiện diện của người La Mã ở Scotland sau khi kết thúc trận Mons Graupius, đã bị từ bỏ trong khoảng một vài năm.

## Thất bại trong việc chinh phục Caledonia
Người La Mã sau đó đã rút quân về một phòng tuyến được thiết lập như là một trong những limes của đế quốc (tức là một phòng tuyến biên giới), đó là trường thành Hadrianus. Một nỗ lực đã được thực hiện nhằm để đưa phòng tuyến này tiến xa về phía bắc đến khu vực sông Clyde-sông Forth trong năm 142 khi mà trường thành Antoninus được xây dựng. Nhưng nó lại một lần nữa bị bỏ rơi sau hai thập kỷ. Người La Mã sau đó tiếp tục rút về đoạn trường thành Hadrian được xây dựng sớm và vững chắc hơn ở khu vực biên giới sông Tyne-Vịnh Solway, nơi này đã được xây dựng vào khoảng năm 122. Tuy vậy, quân đội La Mã lại tiếp tục thâm nhập sâu hơn về phía bắc Scotland ngày nay nhiều lần hơn. Thật vậy, đã có một mật độ lớn các doanh trại hành quân của người La Mã ở Scotland hơn bất cứ nơi nào khác ở châu Âu như là một kết quả của ít nhất bốn nỗ lực lớn nhằm chinh phục vùng đất này. Đáng chú ý nhất là vào năm 209 khi hoàng đế Septimius Severus, tuyên bố tiến hành chiến dịch chống lại liên minh của người Caledonia do sự khiêu khích từ sự hiếu chiến của bộ tộc Maeatae. Ông đã sử dụng ba quân đoàn của đạo quân đồn trú ở Britannia (được tăng cường bởi hai quân đoàn Parthica mới được thành lập gần đây), 9.000 vệ binh hoàng gia với sự hỗ trợ của kỵ binh, và một số lượng lớn quân trợ chiến với sự tiếp tế từ biển của hạm đội Britannia, hạm đội Rhine và hai đội tàu chuyển từ khu vực sông Danube tới cho mục đích này. Đến năm 210, chiến dịch của Severus đã đạt được nhiều thành tựu đáng kể, bất chấp chiến thuật du kích của người Caledonia và mức độ thương vong nặng nề rõ ràng của người La Mã.
Chiến dịch của Severus đã bị cắt ngắn sau khi ông mắc một căn bệnh thập tử nhất sinh. Ông quay về Eboracum và qua đời ở đó vào năm 211. Mặc dù con trai ông, Caracalla vẫn tiếp tục chiến dịch vào năm sau, ông ta đã sớm dàn xếp hòa bình. Người La Mã sau đó sẽ không bao giờ tiến hành chiến dịch tiến sâu vào Caledonia một lần nào nữa.